# Stonewall Jackson (cantante)
Stonewall Jackson (Tabor City, Carolina del Norte; 6 de noviembre de 1932-4 de diciembre de 2021) fue un cantante estadounidense de música country que consiguió su mayor fama durante la edad dorada del country honky tonk, la década de 1950 y principios de los 60.

## Biografía
Nació en Tabor City, Carolina del Norte, siendo el menor de tres hermanos. Su nombre hace referencia al general confederado durante la guerra civil estadounidense Thomas "Stonewall" Jackson, ancestro de Jackson,por lo que el suyo no es un nombre artístico sino real.
Su padre murió cuando él tenía dos años y su madre emigró junto con su familia a Georgia, en el sur del país. Jackson creció mientras trabajaba allí en la granja de su tío. Se enrroló en la marina estadounidense (1950-1954). Se mudó a Nashville (Tennessee) en 1956.

### Carrera discográfica
Tras escuchar una demo suya, Wesley Rose, presidente de Acuff-Rose Music, contrató a Jackson para una audición en el programa radiofónico Grand Ole Opry. De esta manera se convirtió en el primer artista que cantó en el Grand Ole Opry antes de tener un contrato discográfico. Desde ese momento realizó algunas giras con Ernest Tubb, su mentor. Más tarde firmará con Columbia Records y debutará en 1958 con "Don't Be Angry", canción que no llegó al country music top 40, pero le dio reconocimiento por todo el país.
Su momento llegó a la lista Top 40 a finales de 1958 con una canción escrita por el por aquel entonces joven George Jones, "Life to Go". Consiguió ser el número 2 a principios de 1959 y su siguiente disco "Waterloo", fue número 1 durante cinco semanas entrando en el Top 40 del Billboard Hot 100 donde consigue la cuarta posición. La canción consigue también la posición 24 en el UK Singles Chart en julio de 1959. Vendió un millón de copias y ganó un disco de oro.
Su siguiente número 1 llega en 1964 con "B.J. the D.J.", sobre un diskjockey de una emisora de radio country que tiene un accidente de coche en una tormenta por llevar los neumáticos desgastados. En 1963 se convierte en el primer artista en grabar en vivo un álbum en el Grand Ole Opry gracias a su canción Old Showboat. Otras canciones del mismo incluyen "The Carpet On The Floor", "Why I'm Walkin'", "A Wound Time Can't Erase" y "I Washed My Hands in Muddy Water". Jackson también grabó una versión del hit de 1971 de Lobo "Me and You and a Dog Named Boo".
Entre 1958 y 1971, Jackson consiguió 35 canciones en el Top 40 country hits. Junto con Ray Price, Jackson es considerado una piedra angular del verdadero sonido rudo honky tonk tras Hank Williams y Lefty Frizzell a finales de la década de 1950 y principios de los 60.

### Últimos años
En 2006, Jackson demanda al Grand Ole Opry por 10 millones de dólares por compensación y otros diez por daños reclamando que ha sido objeto de discriminación por edad. Como miembro del Opry durante 50 años, Jackson cree que el management de Opry le deja de lado en favor de artistas más jóvenes. 
Jackson vive en una granja en Brentwood, Tennessee con su mujer Juanita, quien también es su mánager y dirige su compañía de publicidad Turp Tunes, hasta su fallecimiento el 11 de enero de 2011. Tiene un hijo: Stonewall Jackson Jr.
Jackson fue inducido al Salón Musical de la Fama de North Carolina el 11 de octubre de 2012.

### Muerte
Jackson murió en Hashville, Tennessee, el 4 de diciembre de 2021, a la edad de 89 años después de una gran batalla con la demencia vascular cerebral.

## Discografía

### Álbumes
| Año  | Álbum                                 | US Country | Sello          |
| ---- | ------------------------------------- | ---------- | -------------- |
| 1959 | The Dynamic Stonewall Jackson         |            | Columbia       |
| 1962 | The Sadness in a Song                 |            | Columbia       |
| 1963 | I Love a Song                         | 2          | Columbia       |
| 1965 | Trouble & Me                          | 15         | Columbia       |
| 1965 | The Exciting Stonewall Jackson        |            | Columbia       |
| 1965 | Stonewall Jackson's Greatest Hits     | 20         | Columbia       |
| 1966 | All's Fair in Love 'n' War            | 5          | Columbia       |
| 1967 | Help Stamp Out Loneliness             | 36         | Columbia       |
| 1967 | Country                               |            | Columbia       |
| 1968 | Nothing Takes the Place of Loving You | 34         | Columbia       |
| 1968 | The Great Old Songs                   | 38         | Columbia       |
| 1969 | Old Country Church                    |            | Columbia       |
| 1969 | Greatest Hits 2                       |            | Columbia       |
| 1969 | Tribute to Hank Williams              |            | Columbia       |
| 1970 | The Lonesome in Me                    |            | Columbia       |
| 1970 | The Real Thing                        |            | Columbia       |
| 1971 | Recorded Live at the Grand Ole Opry   |            | Columbia       |
| 1971 | Me and You and a Dog Named Boo        |            | Columbia       |
| 1972 | The World                             |            |                |
| 1976 | Greatest Hits                         |            | GRT            |
| 1979 | Platinum Country                      |            | Little Darlin' |
| 1979 | Bad Ass                               |            | Little Darlin' |
| 1981 | Stars of the Grand Ole Opry           |            | 1st Generation |
| 1983 | Audiograph Live                       |            | Audiograph     |

### Sencillos
| Año  | Sencillo                                                      | Posición   | Posición | Posición    | Álbum                                 |
| Año  | Sencillo                                                      | US Country | US       | CAN Country | Álbum                                 |
| ---- | ------------------------------------------------------------- | ---------- | -------- | ----------- | ------------------------------------- |
| 1958 | "Life to Go"                                                  | 2          |          |             | The Dynamic Stonewall Jackson         |
| 1959 | "Waterloo"                                                    | 1          | 4        |             | The Dynamic Stonewall Jackson         |
| 1959 | "Smoke Along the Track"                                       | 24         |          |             | The Dynamic Stonewall Jackson         |
| 1959 | "Igmoo (The Pride of South Central High)"                     | 29         | 95       |             | single only                           |
| 1960 | "Mary Don't You Weep"                                         | 12         | 41       |             | The Dynamic Stonewall Jackson         |
| 1960 | "Why I'm Walkin'"                                             | 6          | 83       |             | The Dynamic Stonewall Jackson         |
| 1960 | "Life of a Poor Boy"                                          | 15         |          |             | singles only                          |
| 1960 | "A Little Guy Called Joe"                                     | 13         |          |             | singles only                          |
| 1961 | "Greener Pastures"                                            | 26         |          |             | The Sadness in a Song                 |
| 1961 | "Hungry for Love"                                             | 27         |          |             | The Sadness in a Song                 |
| 1962 | "A Wound Time Can't Erase"                                    | 3          |          |             | I Love a Song                         |
| 1962 | "Second Choice"                                               | 18         |          |             | The Sadness in a Song                 |
| 1962 | "One Look at Heaven"                                          | 11         |          |             | The Sadness in a Song                 |
| 1962 | "Leona"                                                       | 9          |          |             | The Sadness in a Song                 |
| 1963 | "Can't Hang Up the Phone"                                     | 11         |          |             | single only                           |
| 1963 | "Old Showboat"                                                | 8          |          |             | Trouble & Me                          |
| 1963 | "Wild Wild Wind"                                              | 15         |          |             | I Love a Song                         |
| 1964 | "B.J. the D.J.\|B.J. the D.J."                                | 1          |          |             | I Love a Song                         |
| 1964 | "Not My Kind of People"                                       | 24         |          |             | Trouble & Me                          |
| 1964 | "Don't Be Angry"                                              | 4          |          | 3           | I Love a Song                         |
| 1965 | "I Washed My Hands in Muddy Water"                            | 8          |          |             | Trouble & Me                          |
| 1965 | "Trouble and Me"                                              | 30         |          |             | Trouble & Me                          |
| 1965 | "Lost in the Shuffle"                                         | 22         |          |             | Stonewall Jackson's Greatest Hits     |
| 1965 | "Poor Red Georgia Dirt"                                       | 44         |          |             | singles only                          |
| 1965 | "If This House Could Talk"                                    | 24         |          |             | singles only                          |
| 1966 | "The Minute Men (Are Turning in Their Graves)"                | 24         |          |             | All's Fair in Love 'N' War            |
| 1966 | "Blues Plus Booze (Means I Lose)"                             | 12         |          |             | All's Fair in Love 'N' War            |
| 1967 | "Stamp Out Loneliness"                                        | 5          |          |             | Help Stamp Out Loneliness             |
| 1967 | "Promises and Hearts (Were Made to Break)"                    | 15         |          |             | Help Stamp Out Loneliness             |
| 1967 | "This World Holds Nothing (Since You're Gone)"                | 27         |          |             | Country                               |
| 1968 | "Nothing Takes the Place of Loving You"                       | 39         |          |             | Nothing Takes the Place of Loving You |
| 1968 | "I Believe in Love"                                           | 31         |          |             | Nothing Takes the Place of Loving You |
| 1968 | "Angry Words"                                                 | 16         |          | 13          | Greatest Hits 2                       |
| 1969 | "Somebody's Always Leaving"                                   | 52         |          |             | The Lonesome in Me                    |
| 1969 | "'Never More' Quote the Raven"                                | 25         |          | 13          | The Lonesome in Me                    |
| 1969 | "Ship in the Bottle"                                          | 19         |          |             | The Lonesome in Me                    |
| 1970 | "Better Days for Mama"                                        | 72         |          |             | The Lonesome in Me                    |
| 1970 | "Born That Way"                                               | 72         |          |             | The Real Thing                        |
| 1970 | "Oh Lonesome Me"                                              | 63         |          |             | The Real Thing                        |
| 1971 | "Me and You and a Dog Named Boo"                              | 7          |          | 3           | Me and You and a Dog Named Boo        |
| 1971 | "Push the Panic Button"                                       |            |          |             | Me and You and a Dog Named Boo        |
| 1972 | "That's All This World Needs" (w/ Brentwood Children's Choir) | 51         |          |             | The World                             |
| 1972 | "Torn from the Pages of Life"                                 | 71         |          |             | singles only                          |
| 1973 | "I'm Not Strong Enough (To Build Another Dream)"              | 70         |          |             | singles only                          |
| 1973 | "True Love Is the Thing"                                      |            |          |             | singles only                          |
| 1973 | "Herman Schwartz"                                             | 41         |          | 89          | singles only                          |
| 1973 | "Ol' Blue"                                                    |            |          |             | singles only                          |
| 1974 | "Don't Be Late"                                               |            |          |             | Greatest Hits                         |
| 1978 | "Spirit of Saint Louis"                                       |            |          |             | Bad Ass                               |
| 1978 | "Walk Out On Me (Before I Walk All Over You)"                 |            |          |             | single only                           |
| 1978 | "My Favorite Sin"                                             |            |          |             | Bad Ass                               |
| 1979 | "Point of No Return"                                          |            |          |             | singles only                          |
| 1979 | "Listening to Johnny Paycheck"                                |            |          |             | singles only                          |
| 1981 | "Full Moon Empty Pockets"                                     |            |          |             | Stars of the Grand Ole Opry           |
| 1983 | "Let the Sun Shine On the People"                             |            |          |             | Audiograph Live                       |